# 牛丽杰
牛丽杰（1969年4月12日—），中国女子足球运动员。她在1996年夏季奥林匹克运动中，参加了女子足球并获得银牌。她还曾参加过1991年和1995年两届女子足球世界杯。